# Jozef Kroner
Jozef Kroner (ur. 20 marca 1924 w Staszkowie, zm. 12 marca 1998 w Bratysławie) – słowacki aktor.
Brat aktorów Ľudovíta i  Jána Kronera, ojciec aktorki Zuzany Kronerovej, mąż aktorki Terézii Hurbanovej-Kronerovej.

## Filmografia
- 1949 Katka (mistr Jozef)
- 1951 Akce B (švec)
- 1953 Pole neorané (Šimon Perďoch)
- 1954 Drevená dedina (Ondro Chlistoň)
- 1955 Štvorylka (krejčí Sásik)
- 1956 Čert nespí (porotce, kádrovák Merinda, inženýr Martvoň)
- 1957 Posledná bosorka (Jakub Krvaj)
- 1957 Zemianska česť (Jonáš)
- 1958 Statočný zlodej (Jožko Púčik)
- 1958 Šťastie príde v nedeľu
- 1960 Jerguš Lapin (strýček Košaľkuľa)
- 1961 Pokorené rieky (Juraj Brondoš)
- 1962 Polnočná omša (Valentín Kubiš)
- 1962–1963 Jánošík I.-II. (otec Uhorčík)
- 1965 Sklep przy głównej ulicy (Tóno Brtko)
- 1965 Kubo (Kubo)
- 1966 Lidé z maringotek (klaun Ferdinand)
- 1967 Muž, který stoupl v ceně (pan Benda)
- 1968 Dialóg 20–40–60 (stařec)
- 1968 Muž, ktorý luže (Franz)
- 1968 Traja svedkovia (dr. Schwartz)
- 1969 Touha zvaná Anada (Koktavý)
- 1970 Pán si neželal nič (Ctibor)
- 1970 Rysavá jalovica (Adam Krt)
- 1972 Zajtra bude neskoro (učitel)
- 1973 Očovské pastorále (Cesnak)
- 1973 Putovanie do San Jaga (Carlo)
- 1973 Vegül Nakoniec, r. Gyula Maár, Maďarsko (János Varga)
- 1975 Pacho, hybský zbojník (Pacho Matrtaj)
- 1976 Stratená dolina (Gamboš)
- 1976 Sváko Ragan (Sváko Ragan)
- 1976 Teketória (Okolky), r. Gyula Maár, Maďarsko
- 1979 Két történeta félmúltból (Dva příběhy z nedávné minulosti), pov. A téglafal mögött [Za tehlovou stenou], r. Karoly Makk, Maďarsko (Ferenc Bódi)
- 1979 Mišo (Mišo)
- 1981 Kosenie Jastrabej lúky (otec Martin Hudec)
- 1981 Megáll az idö (Čas sa zastaví), r. Péter Gothár, Maďarsko (třídní profesor)
- 1981 Tegna pelött (Předevčírem), r. Péter Bacsó, Maďarsko
- 1982 Inne spojrzenie (towarzysz Erdõs), r. Károly Makk
- 1982 Popolvár najväčší na svete (sluha Šablica)
- 1982 Přeludy pouště (Sidi Ali)
- 1982 Soľ nad zlato (šašo)
- 1983 Tisícročná včela (Martin Pichanda)
- 1987 Neďaleko do neba (Šimaľa)
- 1987 Posledný rukopis (Az utolsó kézirat), r. Károly Makk, Maďarsko (György Nyáry)
- 1988 Lovec senzací (Šnórer)
- 1988 Vlakári (děda Homola)
- 1989 Můj přítel d'Artagnan (Křepelka)
- 1989 Ty, ktorý si na nebesiach (Ti, kojto si nebeto), r. Dočo Bodžakov, Bulharsko (George Henih)
- 1990 Árnyék a havon (Stín na sněhu), r. Attila Janisch, Maďarsko
- 1992 Spadek albo Kurwachopygutntag (Košťál)
- 1994 Vášnivý bozk (Schneider)
- 1995 …ani smrt nebere! (Martin Janák–Štipaný)

## Odznaczenia
- 1 stycznia 2018 roku prezydent Andrej Kiska przyznał mu Krzyż Pribiny[1].